# 東本町 (瀬戸市)
東本町（ひがしほんまち）は、愛知県瀬戸市祖母懐連区の町名。現行行政地名は東本町1丁目と2丁目。

## 地理
- 瀬戸市の中央部に位置する[8]。西を西本町、北を南仲之切町・蛭子町、東を祖母懐町・上ノ切町、南を秋葉町・陶栄町と隣接している[8]。
- 瀬戸町の頃の中心地であり[9]、古くから商店街を形成している[8]。

### 河川
- 一里塚川（瀬戸川支流） ： 2丁目の東端を西流している。

- 一里塚川（東本町内）

### 学区
市立小・中学校に通う場合、学区は以下の通りとなる。また、公立高等学校普通科に通う場合の学区は以下の通りとなる。
| 町丁・丁目  | 番・番地等 | 小学校                 | 中学校                 | 高等学校 |
| ----------- | ---------- | ---------------------- | ---------------------- | -------- |
| 東本町1丁目 | 全域       | 瀬戸市立にじの丘小学校 | 瀬戸市立にじの丘中学校 | 尾張学区 |
| 東本町2丁目 | 全域       | 瀬戸市立にじの丘小学校 | 瀬戸市立にじの丘中学校 | 尾張学区 |

## 歴史

### 町名の由来
この地はかつて瀬戸町の頃の中心地であり、本町と呼ばれていた。その東部にあたることから名付けられたと推察される。

### 沿革
- 1942年（昭和17年）1月9日 - 瀬戸市大字瀬戸字仲ノ切・東茨・上ノ切の各一部[注釈 3]により、同市東本町として成立[2]。

## 世帯数と人口
2024年（令和6年）1月1日現在の世帯数と人口は以下の通りである。
| 町丁・丁目  | 世帯数 | 人口  |
| ----------- | ------ | ----- |
| 東本町1丁目 | 43世帯 | 75人  |
| 東本町2丁目 | 25世帯 | 48人  |
| 計          | 68世帯 | 123人 |

### 人口の変遷
国勢調査による人口の推移
| 1995年（平成7年）  | 252人 | [ 12 ] |  |
| 2000年（平成12年） | 183人 | [ 13 ] |  |
| 2005年（平成17年） | 170人 | [ 14 ] |  |
| 2010年（平成22年） | 151人 | [ 15 ] |  |
| 2015年（平成27年） | 119人 | [ 16 ] |  |
| 2020年（令和2年）  | 111人 | [ 17 ] |  |

### 世帯数の変遷
国勢調査による世帯数の推移。
| 1995年（平成7年）  | 104世帯 | [ 12 ] |  |
| 2000年（平成12年） | 73世帯  | [ 13 ] |  |
| 2005年（平成17年） | 74世帯  | [ 14 ] |  |
| 2010年（平成22年） | 72世帯  | [ 15 ] |  |
| 2015年（平成27年） | 52世帯  | [ 16 ] |  |
| 2020年（令和2年）  | 53世帯  | [ 17 ] |  |

## 交通

### 鉄道
町内に鉄道は走っていない。最寄り駅は名鉄瀬戸線尾張瀬戸駅になる。

### バス
名鉄バス「東山線」
- 【16】【16H】【17H】新瀬戸駅 - 瀬戸駅前 - 菱野団地（循環） - 瀬戸駅前 - 新瀬戸駅 系統
- 【18】瀬戸駅前 - 菱野団地 - 愛・地球博記念公園駅 系統

以上の4系統が走っているが、町内にバス停はない。最寄りのバス停は、陶栄町バス停になる。
- 【11】【12】【13】瀬戸駅前 - 一里塚 - 赤津 系統 ： 東本町一丁目バス停

瀬戸市コミュニティバス「上之山線」
- 瀬戸駅前 - 宝ヶ丘町 - 山口駅 - サンヒル上之山 - 八草駅 系統が走っているが、町内にバス停はない。最寄りのバス停は西蔵所バス停になる。

- 東本町一丁目バス停

### 道路
- 国道155号 ： 町の南西端部をかすめるように通っている[注釈 4]。
- 国道248号 ： 町の西端部、西本町・南仲之切町との町境を南北に通っている。途中、国道155号・国道363号と重複している[注釈 5]。
- 国道363号 ： 町の西端部の東本町交差点より北西端に向かって南北に通っている[注釈 6]。
- 愛知県道33号瀬戸設楽線 ： 町の中央部を東西に通っている[注釈 7]。

- 国道155号・愛知県道33号標識（東本町交差点）

## 施設
- 法音寺 瀬戸布教所 ： 日蓮宗に属し、1909年（明治42年）杉山辰子が仏教感化救済会を創設したことに始まる法音寺の支院[18]。
- 宝屋清鶴 ： 菓子処[19]。かつては姫路城を模した外観が有名だった[19]。
- irodori（イロドリ） ： 店主ひとりで営む街のちいさな花屋[20]。“日常にお花を”をモットーに営業している[20]。

- 法音寺 瀬戸布教所
- 宝屋清鶴
- irodori（イロドリ）

## その他

### 日本郵便
- 郵便番号 : 489-0816[6]（集配局：瀬戸郵便局[21]）。